# Lijst van voorzitters van de Palestijnse Wetgevende Raad
De voorzitter van de Palestijnse Wetgevende Raad is tevens de spreker van het parlement. Als voorzitter is hij de eerste vervanger van de minister-president van de Palestijnse Autoriteit, als diegene niet in staat zijn functie uit te voeren. De huidige spreker is Abdel Aziz Duwaik.
| Naam              | Begin termijn    | Einde            | Positie |
| ----------------- | ---------------- | ---------------- | ------- |
| Rawhi Fattuh      | 10 maart 2004    | 18 februari 2006 | Fatah   |
| Abdel Aziz Duwaik | 18 februari 2006 | heden            | Hamas   |